# Новокуровка
Новоку́ровка (рос. Новокуровка) — село у складі Хабаровського району Хабаровського краю, Росія. Адміністративний центр та єдиний населений пункт Новокуровського сільського поселення.

## Населення
Населення — 460 осіб (2010; 591 у 2002).
Національний склад (станом на 2002 рік):
- росіяни — 88 %